# Església de la Mare de Déu de l'Assumpció de Butsènit
L'Església de la Mare de Déu de l'Assumpció de Butsènit és una obra de Montgai (Noguera) protegida com a bé cultural d'interès local.

## Descripció
L'església de la Mare de Déu de l'Assumpció de Butsènit es troba emplaçada al nucli de Butsènit. Es tracta d'un edifici aïllat situat entre una cinglera abocada al sud-est, la plaça de l'Església (on hi ha la portalada encarada al sud-oest) i el carrer de Buenos Aires al nord, i consisteix en una església de planta basilical de tres naus, amb campanar sobre l'esquerra de la façana principal i construïda amb carreus de pedra irregulars i poc treballats i carreus regulars i polits a les cantonades.
La façana principal està dominada per la porta d'arc de mig punt emmarcada per pilastres que suporten un frontó emmotllurat rematat amb volutes entre les quals hi ha una finestra d'arc rebaixat. Aquesta obertura és acompanyada de dues finestres rectangulars a banda i banda. A la dovella central de la porta, d'aspecte restaurat, hi ha un escut coronat per una petxina decorativa amb els quatre pals del Casal de Barcelona i sota la llegenda 'ANI 1748'. La part superior de la façana acaba amb un frontispici de forma triangular que conté un rosetó de petites dimensions al centre. A l'esquerra de la façana principal arrenca el campanar, dividit en tres trams de la mateixa altura mitjançant faixes llises. El tram inferior és de base quadrada i passa a octogonal a partir del segon tram. En el tercer segment se situen les quatre obertures per a les campanes i acaba amb un encornisament en pedra a sobre del qual se situa una piràmide regular octogonal.
La seva teulada és basilical, amb desaiguat sobre els laterals, i acabada amb un ràfec complex de quatre nivells (tres de rajoles i un de teules).
La nau central es resol amb una volta de canó, dividida en quatre trams per arcs torals sobre pilastres. Les dues naus laterals consten cada una de dos trams i s'uneixen a la central mitjançat arcs de mig punt sobre les mateixes pilastres. La nau central està il·luminada per unes finestres que formen part del claristori. Al fons de la nau central i orientat a l'est hi ha el presbiteri i l'absis, que partint de la base plana enllaça amb la volta de canó mitjançant una petxina decorada.
El presbiteri està elevat, amb un altar de pedra. La capçalera es completa amb un retaule ricament ornamentat, amb arc de mig punt esbiaixat decorat amb mètopes i sostingut amb columnes llises de capitells corintis que envolten l'estàtua exempta de la Mare de Déu, amb túnica blanca i mantell blau i els braços i el cap elevats cap al cel. La llegenda 'Assumpta est Maria' en lletra capital romana a banda de l'estatuària central en completa el significat iconogràfic.
Als peus de l'església i elevat sobre la porta d'entrada hi ha el cor.

## Història
Es considera probable que l'església primigènia de Butsènit hagués estat fundada a finals del segle xi, moment en què en la documentació conservada també es menciona el castell de Butsènit. En tot cas, ja des del segle xii l'església d'aquest nucli apareix esmentada sota el domini de la canònica d'Àger, relació que es mantindrà fins al segle xix. L'edifici actual és una obra bastida el 1748, dins l'estil barroc, i és una església subsidiària de la parròquia de Santa Maria de Montgai.
El lloc de Butsènit degué ser conquerit abans de 1084, any en què es té constància documental que en Ramon Gombau, cavaller d'Ermengol IV d'Urgell, va prendre el castell de Butsènit com a base per repoblar Penelles. El 1259, Jaume I va estendre una lletra de protecció i guiatge a favor de Berenguer Arnau d'Anglesola pels seus castells de Butsènit i Utxafava. El 1186 i el 1237 el monestir de Poblet obtingué honors, delmes i censal a Butsènit i el 1318 n'obtingué la senyoria alodial, que fou ampliada el 1367 amb Pere el Cerimoniós. El 1415 Poblet adquirí la plena jurisdicció del castell o poble de Butsènit.